# Bengt Blomgren (konstnär)
Bengt Ivan Blomgren, född 30 oktober 1927 i Stockholm, död 2002, var en svensk konstnär, tecknare och formgivare.

## Biografi
Han var son till destillatören Ivan Blomgren och Sigrid Thelin. Blomgren studerade teckning för Harald Östergren och vid ABC-skolan i Stockholm samt under studieresor till Finland, Frankrike och Korsika. Han tilldelades ABC-skolans Paris och Finlandsstipendium 1950 och studerade vid Les Beaux-Arts i Paris. Efter detta studerade han måleri på Konstakademien. 
Efter studierna anlitades han som tecknare, under Birger Lundquists sjukdom, vid Dagens Nyheter, . Han medverkade i Nationalmuseums utställning Unga tecknare ett par gånger och i ABC-skolans höstutställningar. Bengt Blomgren arbetade som tecknare, konstnär och formgivare. Han designade otaliga logotyper och märken som fortfarande lever kvar i vardagen. Exempelvis Parkeringsbolagets logotyp, Brandförsvarsföreningens Fågel Fenix, Sjömanskyrkans silverdroppe mm. 
En av de mest spridda symbolerna blev det märke han formgav vid statsminister Tage Erlanders avgång 1969. En röd ros med en tagg. Denna ros kom senare att förvanskas för att så småningom bli en av de mest långlivade logotyperna för Socialdemokratiska Arbetarpartiet. Blomgren är representerad med ett antal teckningar vid Gustav VI Adolfs samling på Moderna Museet.